# سحل دقيق للميناء
السحل الدقيق أو السحل المكروي للميناء (بالإنجليزية: enamel microabrasion)‏ هي عملية في طب الأسنان التجميلي تُستخدم لتحسين مظهر الأسنان يشبه تبيض الاسنان في أنه يُستخدم لإزالة تلون الأسنان ولكن يُعتبر التنظيف الدقيق عمليتين كميائية وميكانيكية معًا.

## التاريخ
في الماضي كانت تُصنع الأسنان المُتصبغة والمتلونة من المواد الترميمية مثل الخزف السنيّ. كانت تقوم هذه المواد بعمل قشرة خزفية رفيعة (فينيير)على السطح الخارجي للسن، على الرغم من مظهرها الجميل لكنها لا تشبه الميناء في الصفات أو التركيب، وكانت تحتاج للتغيير بشكل متكرر. وفي عام 1916؛ دعى بعض الباحثين لإزالة طبقة رفيعة من الطبقة الخارجية للميناء لكشف الطبقة السليمة تحتها بدلًا من تركيب تلك القشور. في عام 1986؛ تم تطوير أول تطبيق عملي للتنظيف الدقيق للميناء بواسطة ثيودور كرول وريتشارد كافانو، واستخدموا مزيج من حمض الهيدروكلوريك الضعيف والبيومس لإزالة بضعة أعشار من المليمترات من الميناء.

## الوصف
يجمع السحج الدقيق للميناء الحالي بين الطرق الميكانيكية والكيميائية لإزالة كمية صغيرة من ميناء السن (لا يتعدى بضعة أعشار الملليمتر) لإزالة التلون السطحي. تنتج تلك التلونات من عوامل خارجية (مثل التبغ، اللويحة السنية، وبعض الاطعمة  إلخ..) أو من عوامل داخلية والأكثر شهرة منها تسمم الفلور.

## دواعي الاستعمال
```
يعد 
التسمم الفلوري
 أكثر دواعي الاستعمال شيوعًا حيث يتدرج في شدته من طفيف لشديد. يجب أخذ الكشط الدقيق في عين الاعتبار كأول خَيار في علاج الحالات الطفيفة والمتوسطة من التسمم الفلوري.
[
7
]
```

إزالة تصبغات الميناء الداخلية، تصحيح عدم الانتظام السطحي وعيوب الميناء الناتجة بعد إزالة تقويم الاسنان أو أثناء تكوين السن.

## موانع الاستعمال
لا يُعد عمر المريض عائقًا لاستخدام السحج الدقيق للميناء، ولكن في حالات عدم البزوغ الكامل للأسنان يكون من الصعب وضع الحاجز المطاطي لعمل الكشط الدقيق.
لا يُستخدم الكشط الدقيق عندما يكون التلون في العاج كما في حالة سوء تَكَون العاج أو في حالة التلون الناتج من تناول التتراسكلين.
يجب تأخيره أو عدم استخدامه في مرضى نقص السد الأمامي لأن سطح الميناء يكون جافًا إلى حد كبير مما يجعل التصبغات أكثر وضوحًا، لذا في عام 2007  وجد سوند فيلد وآخرون أنه يجب عمل إعادة تموضع الشفة التقويمية أولًا حتى يكون إزالة تلك التصبغات أكثر فاعلية.

## العواقب
يمكن الاستفادة من دمج تقنيات الكشط الدقيق والتبييض لأن الكشط الدقيق يتسبب في تآكل سطح الميناء وأحيانًا يظهر السطح مصفرًا أو أغمق بسبب ظهور العاج وترقق طبقة الميناء فوقه، في هذه الحالة، يمكن تصحيح هذا اللون الأصفر باستخدام تقنية تبييض الأسنان لإخفاء اللون.
وجد فراجوسو وآخرون أن وضع معجون الفلورايد على سطح الميناء بعد عملية  التنظيف الدقيق يُعطي صلابة أعلى ونعومة أكثر للميناء. بالإضافة لذلك، وجد سيوجورا وآخرون أن الميناء المُعالج يصبح أكثر مقاومة لزوال التمعدن عن الميناء غير المُعالج كما يقل استعماره بالبكتريا.